# Saint-Hilaire-Bonneval
Saint-Hilaire-Bonneval är en kommun i departementet Haute-Vienne i regionen Nouvelle-Aquitaine i västra Frankrike. Kommunen ligger i kantonen Pierre-Buffière som tillhör arrondissementet Limoges. År 2022 hade Saint-Hilaire-Bonneval 1 005 invånare.

## Befolkningsutveckling
Antalet invånare i kommunen Saint-Hilaire-Bonneval
| Referens: INSEE |